# La niña de luto
La niña de luto es una película española de 1964 dirigida por Manuel Summers del género comedia negra. La acción se desarrolla en un pueblo de la provincia de Huelva y el guion sigue la historia de un hecho real. El tema de fondo es la existencia y costumbre de llevar luto riguroso durante meses con todas las consecuencias que eso lleva consigo. Los extras de la película fueron los propios vecinos del pueblo en su andar cotidiano, en sus propias calles y en sus propias casas. Su argumento está basado en una idea de Francisco Summers, hermano del director. Se estrenó comercialmente el 16 de noviembre de 1964 en San Sebastián.
La película fue muy importante para algunos de sus participantes: para María José Alfonso y para Alfredo Landa supuso su primer éxito como protagonistas; Summers llevó a cabo su segunda aparición como director, sacando el tema de lo que en principio iba a ser una tercera parte en la película Del rosa al amarillo. Pilar Miró trabajó en el guion y tras esta obra y la siguiente en El juego de la Oca (1965) se le abrió el camino para su gran etapa como realizadora en TVE.

## Argumento
La acción trascurre principalmente en La Palma del Condado (Huelva). Las casas, las calles, la iglesia, el cementerio, el campo, fueron decorados naturales y auténticos por los que se desenvolvieron los personajes.
Rocío Vázquez Romero es una «joven casadera», como se decía en aquellos años de la década de los años 1960, que tiene un novio llamado Rafael Castroviejo. Rafael es de profesión practicante. Rocío acaba de terminar un luto de seis meses impuesto por la muerte de su abuela. En este momento ya tiene permiso para seguir las relaciones con su novio, para pasear con él, ir al cine, a la iglesia, al baile y hablar, sobre todo hablar y hacer planes para la boda interrumpida por causa del luto. Pero el destino quiere que de  nuevo sus planes se interrumpan porque muere el abuelo y las costumbres sociales dictan que la nieta debe llevar como la vez anterior seis meses de luto. Rafael no se conforma con esta nueva espera y consigue convencer a Rocío de que escape de la opresión familiar, se vaya con él a Huelva y una vez libres se casen. Cuando ya está todo hablado y preparado para la fuga, muere el padre de Rocío y la vida se detiene nuevamente, los planes se deshacen y las esperanzas se desvanecen. Rafael se marcha solo a Huelva. «No puedo con todo esto, Rocío», dice al marcharse; y ella contesta, «Lo comprendo Rafael».

## Elenco
Los dos actores principales fueron María José Alfonso en el papel de Rocío Vázquez Romero y Alfredo Landa como el joven practicante Rafael Castroviejo. No eran novatos en la profesión pero nunca habían representado papeles de protagonista; habían hecho papeles secundarios en algunas películas además de considerarse buenos actores de teatro. En el momento en que se creó el reparto los dos estaban trabajando y ensayando en el teatro Beatriz —Infanta Beatriz— de Madrid.  Para ellos fue el salto a la fama tras su actuación como verdaderos profesionales que tanto sus compañeros como la crítica valoraron en su justo lugar. Alfredo Landa vivía el trabajo de la película con tal entusiasmo que no se perdía ni un momento de rodaje, aunque no hubiese sido convocado. María José Alfonso se casó con uno de los productores (Francisco Molero).
Los actores José Vicente Cerrudo y Lina Onesti asumieron los papeles de los abuelos de la protagonista. Estos mismos actores habían dado vida a la pareja protagonista de Del rosa al amarillo en la segunda parte, es decir en la historia de amor de los ancianos. Vicente Cerrudo aparece en algunas escenas de La niña de luto pero Lina Onesti solo está presente en una fotografía ya que cuando la película comienza, la abuela ya se había muerto.
Francisco Summers, hermano del director Manuel Summers, además de aportar la idea original como un recuerdo a su propia experiencia, encarnó el personaje del conductor del coche fúnebre. La plantilla de personajes secundarios se cubrió con otros actores que representaban amigos, parientes, guardia civil, cura, etc.

## Temas

### El luto

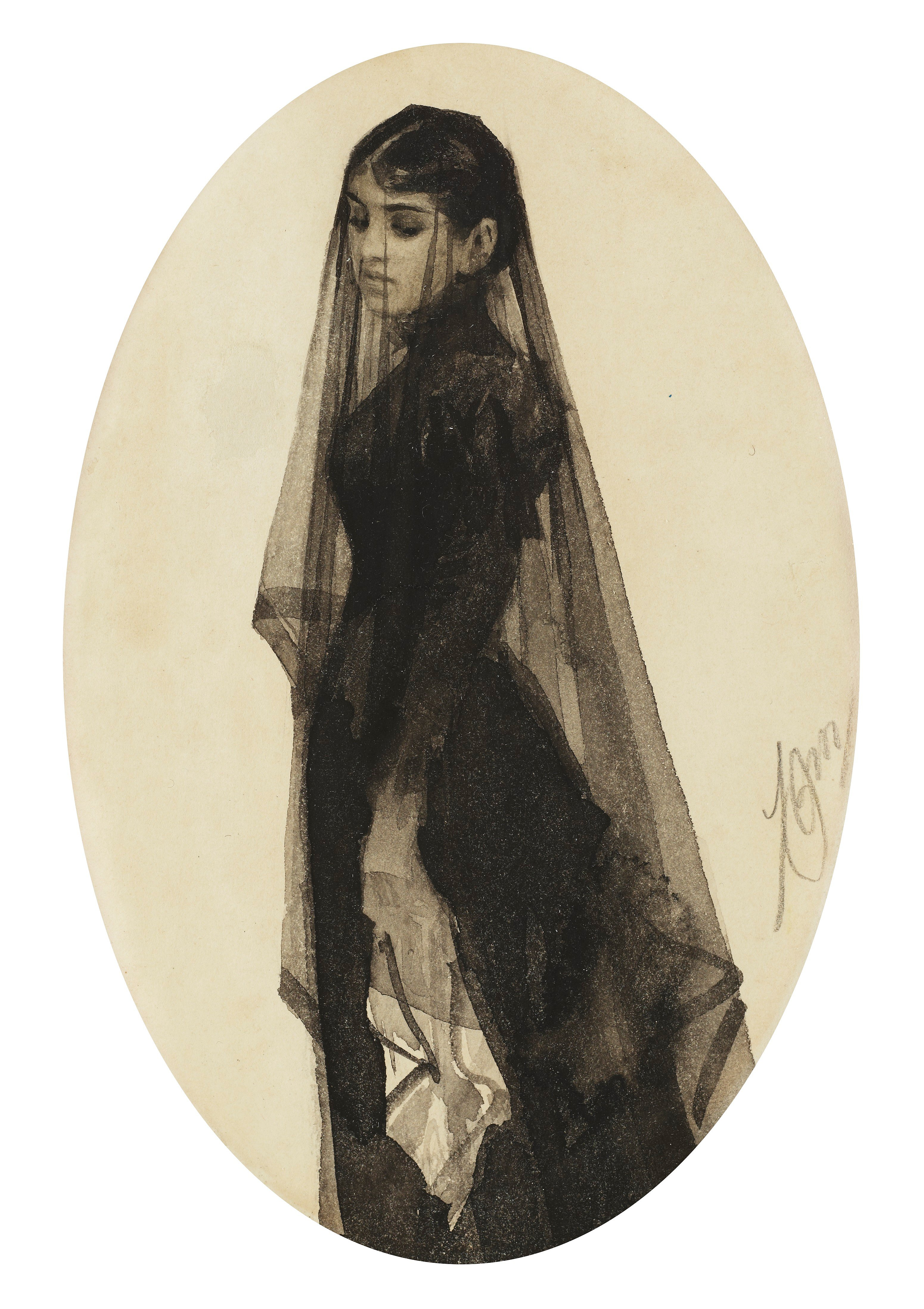
Ejemplo de lo que puede ser un luto con la «pena negra».

La costumbre de exteriorizar el duelo por la muerte de una persona allegada con las prendas de vestir es algo universal y consustancial al ser humano. Hasta el último tercio del siglo xx perduró esta costumbre en España y no solo desde un punto de vista religioso sino social. La carga social tenía mucha influencia; las costumbres, el qué dirán, etc. En el ropaje fue bastante común el uso de la llamada «pena negra» que consistía en un velo largo que a veces ocultaba el rostro y se deslizaba por toda la espalda.
Eran argumentos a esgrimir y de los que raramente se podía escapar. El tiempo estipulado para llevar el luto estaba perfectamente reglamentado: dos años de luto riguroso —es decir, vestir de negro de arriba abajo, ropa interior incluida— por el fallecimiento del cónyuge. Dos años de luto riguroso por el fallecimiento de un hijo. Un año de luto riguroso y seis meses de alivio los hijos por la muerte de sus padres. Seis meses de luto y tres de alivio por la muerte de los abuelos. Esto último fue lo que tuvo que sobrellevar Rocío, la protagonista de la película. Pero es que el luto en algunos lugares no se limitaba a las vestimentas sino a lo cotidiano de la vida, por lo tanto si una joven estaba de luto dejaba, por respeto, de hablar o pasear con el novio y por supuesto no podía pensar en la ceremonia de la boda.

## Producción
Manuel Summers concibió su primera película Del rosa al amarillo con tres historias diferenciadas que tenían el denominador común del amor: amor entre adolescentes, amor entre jóvenes y amor entre ancianos. Pero viendo que resultaría un guion demasiado largo optó por sacar el tema central de los jóvenes que daría juego para una película independiente; así fue cómo nació La niña de luto. Fue en pleno rodaje de Del rosa al amarillo cuando Summers presentó a los productores Francisco Molero y José Antonio Sáinz de Vicuña el guion de lo que sería La niña de luto. Ambos intuyeron que podría ser una buena película y a los pocos meses comenzó su rodaje.

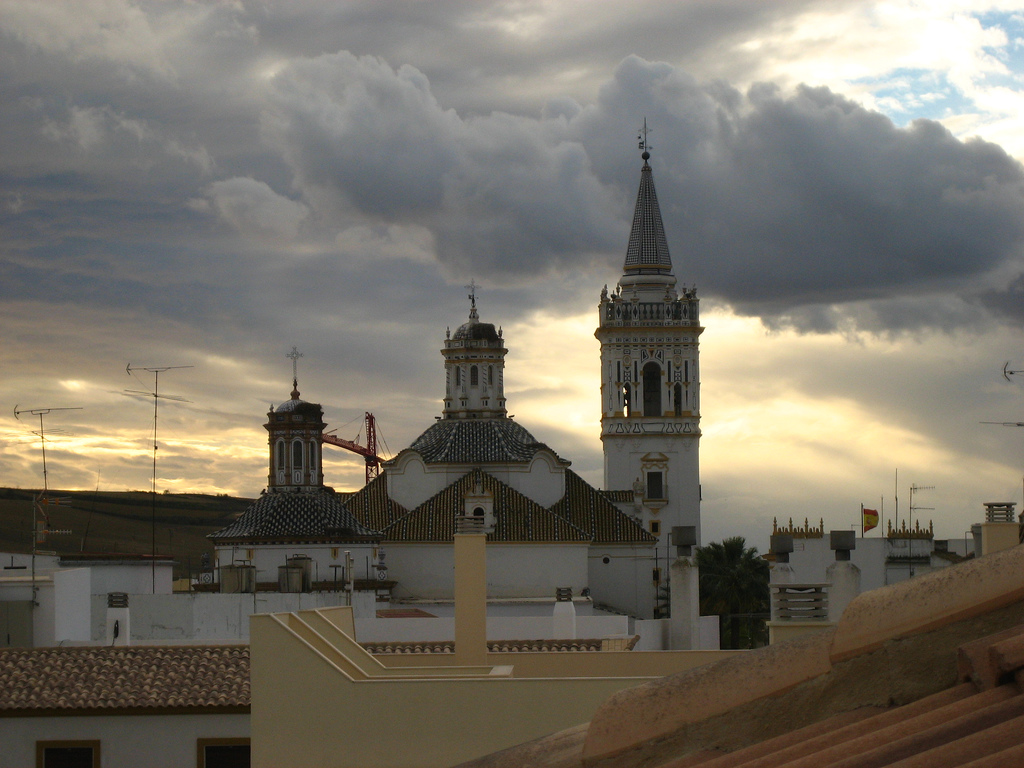
Iglesia de La Palma del Condado.

El lugar elegido para los exteriores fue un pueblo de la provincia de Huelva llamado La Palma del Condado, un lugar cuyo casco antiguo está declarado Bien de Interés Cultural en la categoría de Conjunto Histórico-Artístico, por Decreto del 8 de octubre de 2002. Sus habitantes se convirtieron pronto en los mejores colaboradores, formando equipo con los profesionales. Estos profesionales ya se conocían de la producción anterior de Summers y muchos eran compañeros en la EOC (Escuela Oficial de Cine) incluido el propio Summers. Otros exteriores fueron el paraje de Gadea (Villarrasa), el interior de la Iglesia parroquial de San Juan del Puerto y la entrada de Villalba del Alcor, todo de la misma provincia de Huelva. Las escenas que necesitaron decorados se rodaron en los Estudios Ballesteros de Serafín Ballesteros y fueron obra del escenógrafo Sigfrido Burmann. El técnico de sonido fue Eduardo Fernández que realizó una difícil labor al tomar las voces y los ruidos en directo.

## Legado
Cincuenta años más tarde los hermanos José y Manuel Lagares (ganadores de un premio Goya del año 2000, por su cortometraje Los Girasoles) se implicaron en la elaboración del documental La niña ya no está de luto como homenaje y conmemoración a la película de Summers y al pueblo onubense que le dio vida.

## Premios
Medallas del Círculo de Escritores Cinematográficos
| Categoría    | Candidato          | Resultado |
| ------------ | ------------------ | --------- |
| Mejor actriz | María José Alfonso | Ganadora  |